# UFC 68
UFC 68: The Uprising（ユーエフシー・シックスティエイト：ジ・アップライジング）は、アメリカ合衆国の総合格闘技団体「UFC」の大会の一つ。2007年3月3日、オハイオ州コロンバスのネイションワイド・アリーナで開催された。
UFC初のオハイオ州大会であり、メインイベントでは、ティム・シルビア対ランディ・クートゥアのヘビー級タイトルマッチが行われた。

## 大会概要
メインイベントのヘビー級タイトルマッチでは、約1年振りの復帰戦かつ約4年半振りのヘビー級戦となる挑戦者ランディ・クートゥアが王者ティム・シルビアを判定で破り、自身3度目となる世界ヘビー級王座に就いた。
また、メインイベント以外でも、本大会ではミドル級王座、ウェルター級王座からそれぞれ陥落したリッチ・フランクリンとマット・ヒューズの再起戦もクローズアップされ、いずれも白星でタイトル戦線に復帰を果たした。なお、プレリミナリィカードのPPV放送はなかった。
アーノルド・スポーツ・フェスティバルの中日に開催された本大会には、同フェスティバルの主催者からUFC開催を歓迎するコメントが寄せられた。
キャリア11戦全勝のジェイソン・ギリアムがUFCデビュー。

## 試合結果

### プレリミナリィカード
第1試合 ライト級 5分3R
○  ジェイミー・ヴァーナー vs.  ジェイソン・ギリアム ×
1R 1:34 チョークスリーパー
第2試合 ライト級 5分3R
○  グレイゾン・チバウ vs.  ジェイソン・デント ×
3R終了 判定3-0（30-27、30-27、30-27）
第3試合 ウェルター級 5分3R
○  ジョン・フィッチ vs.  ルイージ・フィオラヴァンティ ×
2R 3:05 チョークスリーパー
第4試合 ライトヘビー級 5分3R
○  マット・ハミル vs.  レックス・ホルマン ×
1R 4:00 TKO（レフェリーストップ：パウンド）

### メインカード
第5試合 ライトヘビー級 5分3R
○  ジェイソン・ランバート vs.  レナート・ババル ×
2R 3:36 KO（左フック）
第6試合 ウェルター級 5分3R
○  マット・ヒューズ vs.  クリス・ライトル ×
3R終了 判定3-0（30-27、30-27、30-27）
第7試合 ミドル級 5分3R
○  リッチ・フランクリン vs.  ジェイソン・マクドナルド ×
2R終了時 TKO（コーナーストップ）
第8試合 ミドル級 5分3R
○  マルティン・カンプマン vs.  ドリュー・マクフェドリーズ ×
1R 4:06 肩固め
第9試合 UFC世界ヘビー級タイトルマッチ 5分5R
○  ランディ・クートゥア vs.  ティム・シルビア ×
3R終了 判定3-0（50-45、50-45、50-45）
※クートゥアが王座獲得に成功。

### 各賞
ファイト・オブ・ザ・ナイト： ジェイソン・ランバート vs. レナート・ババル
ノックアウト・オブ・ザ・ナイト： ジェイソン・ランバート
サブミッション・オブ・ザ・ナイト： マルティン・カンプマン